# Thierry Doubaï
Thierry Doubaï (ur. 1 lipca 1988 w Adjamé) – iworyjski piłkarz grający na pozycji pomocnika.

## Kariera klubowa
Karierę piłkarską Doubaï rozpoczął w Ligue 1 MTN senegalskim klubie o nazwie AS Athletique D’Ajame. W latem 2001 trafił do Europy i w wieku 19 lat podpisał profesjonalny kontrakt ze szwajcarskim BSC Young Boys. W 2011 roku podpisał 3–letni kontrakt z pierwszoligowym Udinese Calcio. 31 stycznia 2012 przeszedł na zasadzie wypożyczenia do FC Sochaux, a latem przeszedł na stałe do tego klubu. Następnie grał w FC Luzern, Bene Jehuda Tel Awiw i AFAD Djékanou.

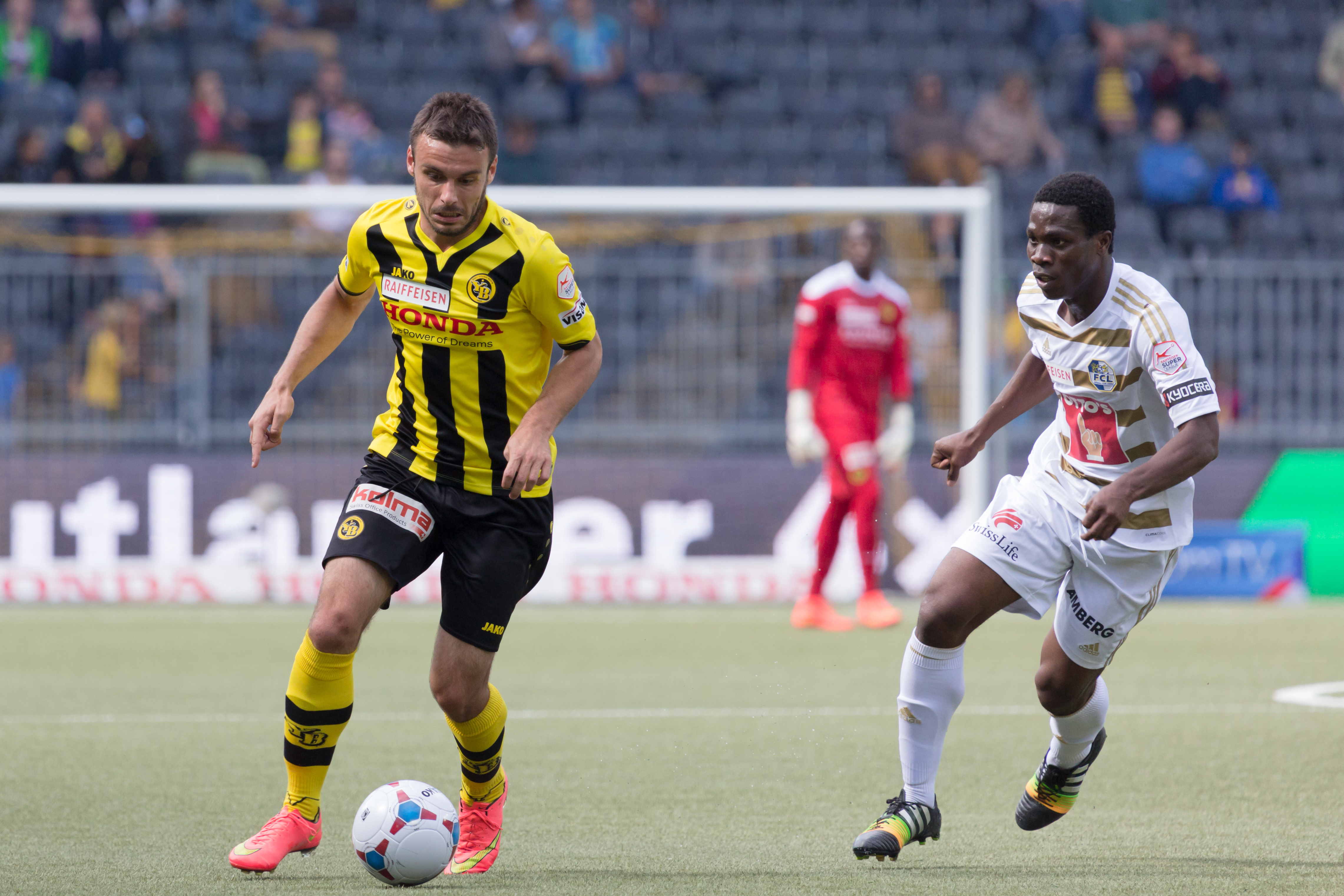
Doubaï

| Sezon   | Klub                 | Kraj       | Rozgrywki   | Mecze | Bramki | Rozgrywki Europy | Mecze | Bramki |
| ------- | -------------------- | ---------- | ----------- | ----- | ------ | ---------------- | ----- | ------ |
| 2007/08 | BSC Young Boys       | Szwajcaria | Axpo league | 23    | 1      | -                | -     | -      |
| 2008/09 | BSC Young Boys       | Szwajcaria | Axpo league | 0     | 0      | -                | -     | -      |
| 2009/10 | BSC Young Boys       | Szwajcaria | Axpo league | 20    | 0      | -                | -     | -      |
| 2010/11 | BSC Young Boys       | Szwajcaria | Axpo league | 34    | 1      | Liga Europy UEFA | 8     | 0      |
| 2011/12 | Udinese Calcio       | Włochy     | Serie A     | 1     | 0      | Liga Europy UEFA | 6     | 0      |
| 2011/12 | FC Sochaux (wyp.)    | Francja    | Ligue 1     | 10    | 1      | -                | -     | -      |
| 2012/13 | FC Sochaux           | Francja    | Ligue 1     | 13    | 2      | -                | -     | -      |
| 2013/14 | FC Sochaux           | Francja    | Ligue 1     | 15    | 0      | -                | -     | -      |
| 2014/15 | FC Luzern            | Szwajcaria | Axpo league | 27    | 1      | Liga Europy UEFA | 1     | 0      |
| 2015/16 | FC Luzern            | Szwajcaria | Axpo league | 1     | 0      | -                | -     | -      |
| 2015/16 | Bene Jehuda Tel Awiw | Izrael     | Ligat ha’Al | 18    | 1      | -                | -     | -      |

## Kariera reprezentacyjna
W 2008 roku rozegrał 1 mecz w Wybrzeże Kości Słoniowej.